# الیز کریگف
الیز کریگف (انگلیسی: Elise Krieghoff؛ زادهٔ ۱۸ نوامبر ۱۹۹۳) بازیکن فوتبال اهل ایالات متحده آمریکا است.